# ボンバーマンランドシリーズ ボンバーマンカートDX
『ボンバーマンランドシリーズ ボンバーマンカートDX』は、2004年4月15日にハドソンから発売されたPlayStation 2用ゲーム。

## 概要
物語はエンチョウがボンバーマンランドにカートランドを作りカートキング決める事から始まった。ジャンルはレースゲームで1位を競う。
サバイバルボンバーと言うモードがあり、ジャンルがカートレースではなくダンジョンRPGになる。
また、ボンバーマンカートと呼ばれるボンバーマンが車に乗って1位を競うレースゲームがある。

## ボンバーマンカート

### ゲームモード
カートキング

タイムアタック

ターボタイムアタック

スペシャルレース

グランプリ

バトルレース

スピードレース

リプレイシアター

## サバイバルボンバーマン

### キャラクター紹介
村長
トアル村の村長。大きなお屋敷に住んでいる。基本的に他力本願。
ヘルボン
前作に登場したキャラ。最新の武器から、使えそうもない防具まで色々な物が揃っている「武器屋」を営んでいる。妻帯者。
メットボン
ヘルボンと同じく前作にも登場したキャラで、拾った装備品を鑑定して使用可能にする「鑑定屋」を営んでいる。「○○よ～ん」と喋る。
むさボン
漫画家「むさしのあつし」をモデルにしたキャラ。面白いネタのためなら火の中でも水の中でもどこにでも出かける。2周目以降に主に登場する。
怪盗ボンバー
風のように現れ風のように去っていく、世間を騒がす怪盗。自由気ままな性格で、どこに現れるかは不明。ダンジョン内に現れ、話しかけるとボムアップを売ってくれる。ただし価格は購入するごとに高騰していく。
マスター
伝説の人物であり、武器とシールドのスペシャリスト。ダンジョンの奥深くにおり、力を認められると新しい武器の使い方を教えてくれる。
きまぐれハカセ
火山の入口にいる謎の人物。スタンシールドという防具を教えてくれるが、名前通り非常に気まぐれで、途中の選択肢で彼の機嫌を損ねると教えてくれなくなる。
ぴょんきち
草原の洞窟Aで捕らわれていた猿。『ランド2』にも登場していた。本名は「オスカー・マエガミヤバイ・ソレハアカンデ4世」。
ちょんきち
草原の洞窟Bで捕らわれている猿。見た目はぴょんきちと同じだが若干喋り方が異なる。本名「マリー・シッポナガイ・ドウナッテンダ1世」。
ひょんきち
草原の洞窟Cの猿。本名「ルドルフ・テガノビル・スッタモンダ8世」。
にゃんきち
洞窟Dの猿。本名「タワシ・ツカウト・ゴシゴシダ9世」。
みょんきち
洞窟Eの猿。本名「ブラウン・メハクリクリ・チョウカワイイ7世」。
きゃんきち
洞窟Fの猿。本名「ゴハンノ・アトハネム・タクナルヨネ5世」。
サル
洞窟Gの猿。他のサルとは違い、口癖が無い。本名「サル」。

### 敵キャラ紹介
バロム
黄色い風船の敵。最も弱い敵で、最序盤に出現する。攻撃を加えるたびに分裂する緑色のバロムス、獲得経験値が高いメタルバロム、落とす金額が多いゴールドバロム、獲得経験値が非常に多いキングメタルバロムも存在する。後者3体は攻撃を行わず、ひたすら逃げに徹する。
オニール
タマネギのような形の敵。遠距離攻撃をしてくるが、射撃時は立ち止まるため隙だらけになる。三方向射撃をしてくるマルオニール、八方向に拡散する弾を撃つクラッカーオニールも存在する。
コンドリア
水色のスライムのような敵。バロムの強化型。移動スピードが上がったコンドリアS、透明になっており敵や障害物をすり抜け、爆弾も効かないゴーストコンドリアも存在する。
ダル
サンドバッグのような姿の敵。攻撃力、耐久力が高いが、移動スピードが遅い。強化型のハードダル、鉄仮面をつけたマスクダルも存在する。マスクダルはそのままではロクにダメージを与えられないが、爆弾で鉄仮面を剥がせばただのダルになる。
オバピー
タコのような姿の敵。一直線にしか弾を撃てないオニールと違い、こちらを狙った遠距離攻撃をしてくる。ただし射撃時に足が止まるのは同じ。一度に弾を5発発射してくるトリオバピー、火の弾を撃つファイアオバピーも存在する。
ポンタン
円盤のようなピンク色の敵。移動スピードが非常に早く、前後左右の一直線上に並ぶと体当たり攻撃を仕掛けてくる。強化型のポンタンプロ（攻撃を受けると踏み潰されて行動不能になる）、スーパーポンタン（主人公の他、ボムなどの障害物も踏み潰す）も存在する。
パース
獣のような姿の敵。素早い動きで近づき、噛み付き攻撃を行う。噛みつきは食らうと気絶する。強化型のパワーパース（噛み付きにボムなどの障害物を吹き飛ばす効果が付加）、ワープパース（噛み付き攻撃の前にワープして側面や後ろから襲ってくる）も存在する。
ミンボー
サングラスをかけている、ボールのような姿の敵。全ての能力が高めだが、反時計回りに円を描くように移動する為、小回りが利かない。攻撃に気絶効果があるキックミンボー、気絶効果に加え設置された爆弾を蹴るボムキックミンボーも存在する。
ドグー
土偶の姿をした敵。腕を伸ばして攻撃してくる。強化型のドグーMK2、ドグーZ、ドグーXも存在するが、行動パターンはどれも同じ。
カブキマン
歌舞伎役者のような姿をした敵。追尾性の扇を4枚飛ばして攻撃してくる。強化型のカブキマンMP、カブキマンCS、カブキマンSTも存在し、CSとSTは扇と一緒に普通の弾も飛ばしてくる。
ヒゲヒゲ戦闘員
ヒゲヒゲ団の戦闘員。掛け声を上げつつ爆弾を投げて攻撃してくる。爆弾を投げると爆風から逃れるため一目散に逃げ出すが、離れるとまた接近してくる。ボヨヨンボムを使うボヨヨン戦闘員、マインボムを使うマイン戦闘員、ラインボムを使うライン戦闘員、巨大な爆弾を使うヒュージ戦闘員など様々な種類がいる。
ソルジャータンク
砲弾を発射してくるロボット兵士。砲弾には気絶効果があり、倒すと自爆する。火炎放射タイプのファイアタンク、手榴弾を投げるボムタンク、電撃タイプのサンダータンクも存在する。
ヒゲヒゲ砲台
戦闘員が乗っている固定砲台。気絶効果のある砲弾を発射してくるが、8方向しか向けないため射角に隙がある。火炎放射タイプのファイア砲台、電撃タイプのサンダー砲台も存在する。サンダー砲台は撃つ方向が固定されている代わりに、常に電撃を放ち続けている。
ヒゲヒゲカプセル
戦闘員が乗ったトゲ付きのカプセル。こちらを発見するとカプセルが開き、突撃してくる。これと強化型のイエローカプセル（こちらの居場所を狙って突撃できる）はその場で索敵を行うが、最上位型のブラックカプセルは最初から決まった範囲を高速で動いている。

### ボスキャラ紹介
隊長
村長の家の地下で出現するボス。赤い服を着た発条仕掛けの兵隊。槍を持って突撃してくる。強化型として行動は隊長と同じだがこちらを狙って高速で突撃してくる突撃兵、槍ではなくライフルで攻撃してくる狙撃兵が存在する。
ダークピース
青の洞窟のボス。爆発を起こす突撃攻撃がメインだが、攻撃後の隙が大きい。
ダークウィッチ
赤の洞窟のボス。水晶柱や水晶弾攻撃を行う。バリアを張っているため攻撃が効かないが、バリアはダークウィッチの魔法を当てると消える。
ダークドール
緑の洞窟のボス。爆弾を使った攻撃を主に行ってくる。爆弾に乗って追いかけてくる際は通常の攻撃は効かないが、壁にぶつけたり爆弾を使うと乗っている爆弾を破壊できる。
ダークローズ
銀の洞窟のボス。拡散弾や誘導弾のカッターを飛ばして攻撃する。
ダークボンバー
金の洞窟のボス。今回は最初からスーツを着ている。プリティボンバーを誘拐した張本人。
ムジョー
砂漠の洞窟のボス。地震を起こして村人を困らせていた。ヒゲヒゲ戦闘員を大量に呼び出したり、高速タックルで攻撃してくる。
メカード
岩山の洞窟のボス。湧水を止めて村人を困らせていた。本人は一切攻撃せず、投げた薬品から生まれる敵（サンダータンク・ドグー・カブキマンCSの3種類）で攻撃してくる。ただし移動スピードは速く、攻撃するのが難しい。
バグラー
火山の洞窟のボスで、今作のラスボス。雷を起こして村人を困らせていた。最初はダークボンバーを呼び出すが、倒すとメカに乗って登場し、ミサイルや爆弾で攻撃する。ある程度ダメージを与えると半壊し、素早い動きで突撃や電撃攻撃を行う。